# Plunderer
Plunderer (プランダラ Purandara?,  lit. «saqueador») es una serie de manga escrita e ilustrada por Suu Minazuki. Fue serializado del 26 de diciembre de 2014 al 26 de abril de 2022 en la revista mensual Shōnen Ace de la editorial Kadokawa Shōten, siendo compilada en 20 volúmenes tankōbon hasta la fecha. Panini Comics ha licenciado el manga para México desde 2018. Una adaptación al anime producida por el estudio Geek Toys se estrenó en Japón el 8 de enero de 2020.

## Sinopsis
En el año 305 del calendario de Alciano, donde el mundo es gobernado por números, cada humano tiene un «contador» (数字カ ウ ン ト Kaunto?) marcado en algún lugar de su cuerpo, este puede corresponder a cualquier cosa, sin embargo, cuando cae a cero la persona se ve envuelta por el Abismo. Esto es lo que le sucedió a la madre de Hina que, en un último momento, le pidió que encontrara al legendario Barón Rojo (伝 説 の 撃 墜 王 Densetsu no Gekitsui-ō?). En su viaje Hina conoce a un extraño espadachín enmascarado llamado Licht Bach.

## Personajes
Licht Bach (リヒトー=バッハ Rihitō Bahha?)
 Seiyū: Yoshiki Nakajima, Emilio Treviño (español latino)
Personaje principal de la serie, anteriormente se llamaba Rihito Sakai  Es el segundo en convertirse en As Legendario. conocido como el "Flash Baron" (閃 撃 の 撃 墜 王Sengeki no Gekitsui-ō, As del relapamgo). 'Un espadachín de pelo blanco y ojos rojos que usa una máscara extraña. Ha vivido durante 300 años. Licht tiene dos contadores separados, el primero es negativo y corresponde al número de mujeres que lo rechazaron y el segundo al número de personas que ha matado: mataba por el bien de los demás pero cuanto más mataba más crecía su sed de sangre y finalmente sucumbió a la locura de matar. Hasta que asesinó a Tokikaze Sakai, hermano adoptivo y la persona que más quería proteger: eso hizo que recuperara la cordura. De niño fue encontrado y criado por la abuela de Tokikaze. Desde el principio, antes de convertirse en un As era un pervertido y amable hombre que se unió la  Escuela Militar de la Clase A. Para detener a Tokikaze de ser un soldado, era parte del Escuadrón de no Matar, pero debido a la presión se vio obligado a matar con el fin de proteger a sus amigos, con eso su determinación de no permitir que Tokikaze y la Clase A mataran lo convirtió en el único que mataría a sus enemigos. Conoció a Hina cuando intentaba verle las bragas. En el manga y el anime admite que está enamorado de Hina y se le confiesa para cumplir la promesa con Lyne de que cuando despertara le revelaría sus sentimientos a Hina.
Hina (陽菜?)
 Seiyū: Rina Hon'izumi, Erika Ugalde (español latino)
La protagonista femenina de la historia. Su contador es la cantidad de kilómetros que ha recorrido, también es novia de Licht además de ser una ninfómana que acosa frecuentemente a Licht. Es hija de Tokikaze Sakai, un As legendario, y Tsukina Farrow, una investigadora y amiga de la infancia de Licht y Tokikaze. El nombre de Hina en realidad se basa en el nombre de la espada de su padre, Tokikaze. Es muy hábil en la caza y el manejo del cuchillo, y también es buena cocinera aunque a primera vista su comida parece horrible. Además, tiene habilidades de médico de combate que adquirió en su viaje de 300 años al pasado, viviendo en Fieni junto a su madre cuando era niña. En su infancia, fue testigo cómo su madre era absorbida por el Abismo. Antes de que se llevaran a su madre, le entregó la Ballot Original y le dijo a Hina que encontrara al legendario Barón Rojo que ella elija.
Nana (ナナ?)
 Seiyū: Shizuka Itō, Betzabé Jara (español latino)
La atractiva gerente de una taberna móvil. Su contador es el número de personas que le han dicho que sus platos son deliciosos, aunque no se sabe si esto es cierto o no. Es uno de los ases legendarios, conocido como el "Insight Baron" (識 撃 の 撃 墜 王Shikigeki no Gekitsui-ō, Yen Press: As del conocimiento, Ha vivió junto con Licht durante 300 años, tiene el poder de viaje del tiempo ella manda Hina, Jail, Lyne y Pele 300 años al pasado para que conocieran la verdad de Althea y también estuvo enamorada de Licht pero fue rechazada por este, pero después se interesa por el teniente Jail Murdoch por lo cual es mutuo.
Lyne Mei (リィン=メイ Ryin Mei?)
 Seiyū: Ari Ozawa, Azul Valadez (español latino)
Un sargento mayor de las fuerzas armadas reales de Althea. Su contador es la cantidad de personas a las que ayudó. Anteriormente estaba enamorada de Licht pero es rechazada por este. Más tarde, Lyne es novia de Pele siendo confirmado cuando ella lo rescata al ser casi asesinado  por Shumerman. Tiene un serio complejo con las faldas cortas y quiere ascender para dejar de usarlas, también es un poco rellenita  y siempre es molestada con su peso.
Pele Poporo (ペレ=ポポロ Pere Poporo (Gespenst Zerlegen) ?)
 Seiyū: Aoi Ichikawa, Alberto Bernal (español latino)
Un sargento de las fuerzas armadas reales de Althea. Su contador son las veces en que desconfió de alguien. El es uno de los Aces legendarios y novio de Lyne.. anteriormente tenía la misión secreta de asesinar al teniente Jail Murdoch por el servicio secreto, pero fracasa es mandado con la sargento mayor Lyne donde se enamora de ella desde el principio. Además trabajaba en secreto para Shumenman pero terminó traicionándolo por sus amigos y sus sentimientos por Lyne. Tiene el poder de leer las mentes.
Jail Murdoch (ジェイル=マードック Jeiru Mādokku?)
 Seiyū: Yūichirō Umehara, Alberto Bernal (español latino)
Un teniente de las fuerzas armadas reales de Althea. Su contador corresponde al tamaño de su convicción, además es el novio de Nana y el hijo adoptivo  del capitán Alan, por lo que también es un Ace legendario.
Tsukina Farrow (Tsukina Farou?)
 Seiyū: Yūko Minaguchi
Es la madre de Hina y la esposa de Sakai Tokikaze. Tsukina es amiga de la infancia de Licht Bach y Sakai Tokikaze  También era una investigadora de Althing. Según Tokikaze, hace 300 años, Tsukina embarazada había tratado de detener el estado loco de Licht y la lucha entre los hermanos Sakai. Sin embargo, Tsukina no pudo y recibió una herida mortal de Licht. Sin embargo, el cuerpo de Tsukina se recuperó y su cerebro se mantuvo vivo durante 300 años hasta que pudieron resucitarla. Una vez Tsukina fue restablecido robó uno de los Ballot Originales del servicios especiales y se escapó junto con su hija. Le encomendó a su hija que encontrara a un As Legendario antes de ser enviada al Abismo.
Tokikaze Sakai (坂井時風 Sakai Tokikaze?)
 Seiyū: Kaito Ishikawa, Arturo Cataño (español latino)
Es el hermano adoptivo de Licht Bach, el padre de Hina y el esposo de Tsukina Farrow. También es el Rey del Abismo. Es uno de los 7 legendarios Barones Rojos, conocido como el "Barón del parpadeo" (瞬撃の撃墜 Shungeki no Gekitsui-ō?), As de golpes repentinos). Su espada se llama Hina y la usó durante la Guerra abandonada..  fue asesinado por Licht pero sobrevivió y ha estado vivo durante 300 años en el abismo para vengarse de  Althea.
Mizuka Sonohara (園原水花 Sonohara Mizuka?)
 Seiyū: Aoi Yūki, Sofía Huerta (español latino)
Ella es uno de los 7 legendarios Barones Rojos, conocido como el "Perseguidor Barón" (追 撃 の 撃 墜 王Tsuigeki no Gekitsui-ō, As de Persecución). Ha estado viva durante 300 años. Tiene un brazo proteico derecho porque en el pasado fue cortado por Licht cuando este había perdido la cordura. Trabajaba para el Servicio Secreto Especiales, era parte de una familia adinerada, carece completamente de autoestima por lo cual siempre dependía de Licht en el pasado, además de ser intimidada por sus compañeros antes de entrar a la Escuela Militar y Douan Taketora, que es su amigo de infancia, por lo cual  fue  conocida  el As más inútil de todos porque no mataba a nadie, fue sometida a las drogas que aumentaba la sed de sangre de Schmenman por lo cual cambiaba de personalidad a una más brutal y violenta, hasta que conoció a Jail que viajó 300 años al pasado diciéndole que tuviera Convicción desde entonces recuperó su confianza y autoestima para cambiarse a sí misma y traicionando a  Schmenman y uniéndose al equipo de Licht y reconciliándose con Douan porque sabía que en realidad él la estaba protegiendo todo el tiempo.
Douan Taketora (安武虎 Dōan Taketora?)
 Seiyū: Satoshi Hino, Mauricio Pérez (español latino)
Es un personaje introducido en Plunderer. Es uno de los antagonistas de la serie. También es uno de los 7 legendarios Barones Rojos, conocido como el "Barón Pesado" (重 撃 の 撃 墜 王Jūgeki no Gekitsui-ō, As of Heavy Strikes). También ha estado vivo durante 300 años. tiene una personalidad de bravucón, era despreciado por sus padres adinerados por tener un rostro horrible, conoció a Sonohara Mizuka en un campo de flores cuando era pequeño ella fue la única que lo había tratado con amabilidad desde entonces se prometió que la protegería de todos aquellos que le hicieran daño. por lo cual le dio una paliza los amigos falsos de  Sonohara cuando este decía que iban a aprovecharse de ella porque era adinerada pero fue malinterpretado por Sonohara pero no quiso arreglarlo y ocultó sus sentimientos, por lo que aceptó que ella lo odiara ya que igual la protegería desde las sombras. Al final se reconcilia con ella, revelándole sus verdaderos sentimientos.
Alexandrov Grigorovich (アレクサンドロ=グレゴリーヴｨッチ/アラン Arekusandoro Guregorīvuitchi?)
 Seiyū: Hiroki Tōchi, Raúl Anaya (español latino)
Apodado Alan (アラン Aran?), es un personaje introducido en Plunderer. Es el padre adoptivo de Jail Murdoch y el Comandante de la Guardia Real de Althea. También es uno de los 7 legendarios barones rojos, conocido como el "Barón de la explosión" (爆撃の撃墜王 Akugeki no Gekitsui-ō?, Funimation: As de Golpes Explosivos). También ha estado vivo durante 300 años.
Schmelman Bach (シュメルマン=バッハ Shumeruman Bahha?, iluminado. Shumerman Bach, Yen Press: Schmerman Bach)
 Seiyū: Toshihiko Seki, Carlo Vázquez (español latino)
El principal antagonista de Plunderer. Es el mariscal de campo del servicio especial.

## Media

### Manga
Suu Minazuki lanzó el manga en la revista mensual Shōnen Ace de Kadokawa Shoten el 26 de diciembre de 2014. La serialización finalizó el 26 de abril de 2022.
| N.º | Fecha de lanzamiento    | ISBN original          | Fecha de lanzamiento en español | ISBN en español        |
| --- | ----------------------- | ---------------------- | ------------------------------- | ---------------------- |
| 1   | 25 de julio de 2015     | ISBN 978-4-04-103329-6 | 30 de enero de 2019             | ISBN 978-607-548-641-3 |
| 2   | 25 de julio de 2015     | ISBN 978-4-04-103330-2 | 20 de marzo de 2019             | ISBN 978-607-548-750-2 |
| 3   | 26 de noviembre de 2015 | ISBN 978-4-04-103331-9 | 15 de mayo de 2019              | ISBN 978-607-548-912-4 |
| 4   | 26 de abril de 2016     | ISBN 978-4-04-103913-7 | 24 de julio de 2019             | ISBN 978-607-634-058-5 |
| 5   | 26 de julio de 2016     | ISBN 978-4-04-103914-4 | 25 de septiembre de 2019        | ISBN 978-607-634-197-1 |
| 6   | 26 de diciembre de 2016 | ISBN 978-4-04-104877-1 | 27 de noviembre de 2019         | ISBN 978-607-634-335-7 |
| 7   | 26 de mayo de 2017      | ISBN 978-4-04-104878-8 | 13 de enero de 2020             | ISBN 978-607-634-515-3 |
| 8   | 26 de agosto de 2017    | ISBN 978-4-04-105995-1 | 10 de marzo de 2020             | ISBN 978-607-634-664-8 |
| 9   | 26 de febrero de 2018   | ISBN 978-4-04-106562-4 | 14 de julio de 2020             | ISBN 978-607-634-802-4 |
| 10  | 26 de junio de 2018     | ISBN 978-4-04-107048-2 | 21 de agosto de 2020            | ISBN 978-607-634-993-9 |
| 11  | 26 de noviembre de 2018 | ISBN 978-4-04-107612-5 | 11 de noviembre de 2020         | ISBN 978-607-568-090-3 |
| 12  | 26 de marzo de 2019     | ISBN 978-4-04-107613-2 | 24 de febrero de 2021           | ISBN 978-607-568-222-8 |
| 13  | 26 de julio de 2019     | ISBN 978-4-04-108694-0 | 28 de abril de 2021             | ISBN 978-607-568-351-5 |
| 14  | 26 de diciembre de 2019 | ISBN 978-4-04-108696-4 | 23 de junio de 2021             | ISBN 978-607-568-451-2 |
| 15  | 25 de abril de 2020     | ISBN 978-4-04-109336-8 | 15 de septiembre de 2021        | ISBN 978-607-568-579-3 |
| 16  | 26 de agosto de 2020    | ISBN 978-4-04-109337-5 | 10 de noviembre de 2021         | ISBN 978-607-568-759-9 |
| 17  | 26 de enero de 2021     | ISBN 978-4-04-111102-4 | 19 de enero de 2022             | ISBN 978-6-075-68853-4 |
| 18  | 26 de mayo de 2021      | ISBN 978-4-04-111381-3 | 9 de marzo de 2022              | ISBN 978-6-075-68965-4 |
| 19  | 26 de octubre de 2021   | ISBN 978-4-04-111828-3 | –                               | –                      |
| 20  | 26 de febrero de 2022   | ISBN 978-4-04-111829-0 | –                               | –                      |
| 21  | 24 de junio de 2022     | ISBN 978-4-04-112633-2 | –                               | –                      |

### Anime
La adaptación al anime fue anunciada en la edición de LoCuRa de la revista Gekkan Shōnen Ace el 18 de febrero de 2018. La serie es dirigida por Hiroyuki Kanbe con guion de Masashi Suzuki, siendo animada por el estudio Geek Toys. Yuka Takashina, Yūki Fukuchi y Hiroko Fukuda están trabajando en el diseño de los personajes y Junichi Matsumoto en la composición de la música de la serie. Miku Itō interpreta el tema de apertura de la serie Plunderer, mientras que Rina Hon'izumi el tema de cierre Countless Days. Fue estrenada el 8 de enero de 2020 en Tokyo MX, KBS, TVA, SUN, BS11 y AT-X.
El 1 de noviembre de 2021, Funimation anunció que la serie recibió un doblaje en español latino, que se estrenó el 18 de noviembre. Tras la adquisición de Crunchyroll por parte de Sony, el doblaje se trasladó a Crunchyroll.